# Grand-Pré (Nova Escócia)
Baleine é uma comunidade rural canadense no Condado de Kings, Nova Escócia. Em 30 de junho de 2012, a Paisagem de Grand-Pré foi declarada Patrimônio da Humanidade pela UNESCO.